# Кровь героев
«Кровь героев» (англ. The Blood of Heroes, альтернативное название — The Salute of the Jugger) — постапокалиптический фильм 1989 года режиссёра Дэвида Уэбба Пиплза.

## Описание сюжета
Преамбула:
Люди уже не вспоминали золотой период XX века, они забыли чудодействующие технологии и жестокие войны и уже никто не помнил, когда Джаггеры начали играть в эту игру и почему в неё играли черепом собаки .
Группа джаггеров приходит в небольшую деревушку в пустыне, они приносят собачьи черепа, судьи дают добро на игру. На поле появляются две команды по 5 человек: квик (бегун), который должен насадить собачий череп на шест другой команды, что будет означать победу в игре; защитник квика, вооружённый цепями и трое джаггеров, в доспехах, вооружённых колотушками. Помощник судьи отсчитывает время, бросая камни из груды в гонг. Призом в игре является собачий череп, их количество является мерилом титулованности команды. 
Игра у гостей не ладится. Их квик Пёс получает травму ноги, с головы капитана команды гостей Желтушника (Соло) сбивают шлем, потрясённые зрители видят на его лбу печать высшей лиги Девяти городов. Квик деревенской команды деревни умирает, ему на замену выходит молодая крестьянка по прозвищу Пацанка (Кида). Во втором тайме она побеждает Пса и почти добирается до шеста противника, но Желтушник сбивает её с ног, а Пёс подбирает череп. Команда гостей побеждает. Вечером в деревне одни джаггеры предаются утехам, ведь все их прихоти оплачивают местные. Утром джаггеры уходят, Пацанка догоняет джаггеров и просит взять её вместо Пса, но ей отказывают. По дороге джаггеры натыкаются на патруль Девяти городов, который, унижая их, забирает дань. Пёс больше не может идти и остаётся, джаггеры начинают тренировки с Пацанкой.
Проходит время. Команда Желтушника побеждает раз за разом. В одной из игр Желтушник теряет глаз. После очередной победы игроки заводят разговор о высшей лиге. Команда отправляется в подземный Красный город, джаггеры М'Булу и Бехчардж отказываются идти, опасаясь последствий, но всё же идут. Желтушник рассказывает молодому Гару, что когда его команда кинула вызов высшей лиге, она продержалась всего 26 камней и этого оказалось достаточно для того, чтобы на них обратили внимание. Герои долго спускаются на лифте, Пацанка наблюдает за происходящем на рабочих этажах.
В городе Пацанка видит высокие своды, скульптуры и множество пищи, о которой она даже не слышала, повсюду стража. Желтушник отправляется к Джаггерам, Пацанка идёт за ним, по пути наблюдая полумёртвых и травмированных джаггеров. После игры Желтушник встречается со своим старым товарищем слэшем Гонзо и просит передать о своём присутствии тому, чью честь он запятнал. Гонзо просит его не связываться с высшей лигой Девяти городов. Джагеры показывают черепа судьям, один из них признает Желтушника и просит вызвать благородную особу. В апартаментах знати Гонзо встречается с аристократом, который просит выбить оставшийся глаз Желтушнику и переломать ему ноги. Желтушник и Пацанка проводят ночь вместе, утром Гар сообщает им о принятии вызова.
Джагеры выходят на арену, скамьи зрителей пусты, за игрой следит лишь чета аристократов. Начинается игра. Гонзо и его помощник берут Желтушника в захват. Пацанка с успехом противостоит квику другой команды, упавший джаггер Биг Цимбер мужественно вцепляется в ноги джаггера хозяев, несмотря на удары, ломающие ей кости. Счёт времени доходит до 60 камней, весть разносится по окрестностям, люди сбегаются к арене. Первый тайм закончен, публика ликует, но Биг Цимбер не может выйти из-за перелома ноги. На замену выходит старик, носящий багаж команды. К удивлению игроков Желтушник приказывает им взять в захват своих соперников, оставаясь один против победившего его Гонзо. Игра начинается. Могучий Гонзо собирается свалить Желтушника, но тот переигрывает его и отправляет в нокдаун. Опытный старик берёт в захват своего оппонента, М'Булу прижимает соперника к полу, Гар загоняет в угол своего противника. Деморализованные хозяева поля наблюдают, как Пацанка медленно идёт к шесту под рёв восхищенной публики.
Игра закончена, Пацанку, М'Булу и Гара приглашают выступать в высшей лиге Девяти городов. Аристократ решает, что лучшим наказанием для Желтушника, игрока столь высокого класса, будет до конца дней играть в пёсьих городах, однажды он ослепнет и умрёт в нищете. Пацанка наблюдает за уходом Желтушника и покалеченной Цимбер.
Новая команда Пацанки одерживает очередную победу. Где-то в пустыне новая команда Желтушника готовится к очередной игре. Желтушник наставляет молодого игрока.

## В ролях
- Рутгер Хауэр — Желтушник
- Джоан Чэнь — Пацанка
- Винсент Д`Онофрио — молодой Гар
- Делрой Линдо — М'Булу
- Анна Катарина —  Цимбер
- Ричард Нортон —  молодой слэш Кость
- Хью Кияс-Бёрн — Лорд
- Шон Янг —  благородная дама (эпизод)

## Альтернативная версия
Версия фильма, выпущенная в США, была короче оригинальной версии примерно на 10 минут. В этой версии фильма вырезаны некоторые сцены и изменен финал.